# Обер-Дюбайе, Жан-Батист Аннибаль
Жан-Батист Аннибаль Обер-Дюбайе (фр. Jean-Baptiste Annibal Aubert du Bayet; 19 августа 1757, Ла-Мобиль, Французская Луизиана (ныне Мобил, Алабама, США) — 17 декабря 1797, Константинополь) — военный эпохи Великой французской революции, дивизионный генерал, военный министр революционной Франции в 1795—1796 годах.

## Биография
Будущий генерал родился во Французской Луизиане. Его отец, дворянин Жан-Батист Мишель Обер, родом из Гренобля, был капитаном пехоты в Луизиане, куда он прибыл в 1751 году. В течение восьми лет он командовал французским гарнизоном городка Ла-Мобиль. Вероятно, именно там он познакомился со своей женой, Луизой Маргаритой Бернуди, принадлежащей к семье французских колонистов из Нового Орлеана.
В 1762 году, в результате поражения французов от англичан в ходе Семилетней войны, французы утратили часть территорий Луизианы, и семья переехала в Новый Орлеан. Оттуда молодой Жан-Батист Аннибаль отправился во Францию, чтобы сделать офицерскую карьеру. Благодаря протекции нескольких родственников — офицеров, включая бригадира Жана-Батиста Мартина дю Байе, он был принят младшим лейтенантом в полк Бурбоне. В 1774 году его отец тоже вернулся во Францию, а в 1775 году 18-летний Жан-Батист со своим полком, напротив, отплыл в Америку, чтобы принять участие в Американской войне за Независимость на стороне будущих Соединённых Штатов, создание которых Франция горячо поддерживала. После смерти отца, последовавшей в 1779 году, молодого офицера формально усыновил бездетный дядя, старший брат отца, Жан-Батист Мартин дю Байе, который завещал ему свое состояние и имя, по французской традиции передаваемое только старшему в роде. Теперь он стал Обером дю Байе, однако в годы Французской революции, как и многие другие её деятели, сменил написание своей фамилии на менее аристократическое и более простонародное: Обер-Дюбайе.
Капитан полка Бурбонне, вернувшегося к тому времени из Америки и расквартированного в Меце, Обер дю Байе в 1786 году анонимно издал столь яростный антисемитский памфлет, что городской парламент города Меца приказал его уничтожить.
Поддержав революцию, Обер-Дюбайе был избран в 1791 году в Законодательное собрание от Изера; а с 8 по 22 июля 1792 года занимал пост председателя Законодательного собрания.
По окончании срока своих депутатских полномочий Обер-Дюбайе 21 сентября 1792 года вступил в революционную армию. 2 апреля 1793 года он был произведён в бригадные генералы. Во время осады Майнца (1793), он, вместе с генералом Клебером, оборонял город, гарнизон которого вынужден был капитулировать перед превосходящими силами противника 23 июля 1793 года. По условиям капитуляции французская армия Майнца могла возвратиться на Родину при условии, что все солдаты и офицеры дадут слово ровно год не воевать против войск антифранцузской коалиции. Это условие было принято, и армию перевели в Вандею сражаться против повстанцев.
Во главе этой армии Обер-Дюбайе 3 сентября проходит парадом в Нанте и 19 сентября в Торфу-Тиффожском сражении терпит поражение от вандейцев. Несмотря на то что 22 сентября Клебер и Обер-Дюбайе победили вандейцев при Палле, Обер-Дюбайе был обвинён двумя представителями Конвента в «республиканской мягкотелости» и отозван в Париж, 4 ноября арестован, 22 ноября лишён воинского чина и заключён в тюрьму. Свержение Робеспьера спасло ему жизнь. 4 августа 1794 года — освобождён из тюрьмы Аббе, 8 августа реабилитирован с восстановлением воинского звания.
1 мая 1795 года он был назначен на должность главнокомандующего армией Шербура. Эту должность Обер-Дюбайе занимал, и весьма успешно, до 11 ноября 1795 года, после чего был назначен военным министром Франции. Военное министерство он возглавлял 4 месяца, до 8 февраля 1796 года.
После этого дивизионный генерал Обер-Дюбайе был назначен французским послом в Константинополь и прибыл туда 17 января 1797 года.  Его задачей было восстановление прерванных в своё время революцией дипломатических отношений между Францией и Османской империей с целью создания союза против России. Оберу-Дюбайе удалось добиться того, что послы секулярной революционной Франции восстановили прежнюю привилегию королей: защищать христианские церкви в Османской Империи. Заболев лихорадкой, он скончался 17 декабря 1797 года в Стамбуле (Константинополь).

## Печатные работы
- Le cri du citoyen contre les Juifs de Metz, Lausanne, 1786 (Глас добропорядочного гражданина против евреев Меца, Лозанна, 1786; текст онлайн (фр. язык)).